# Hidehisa Otsuji

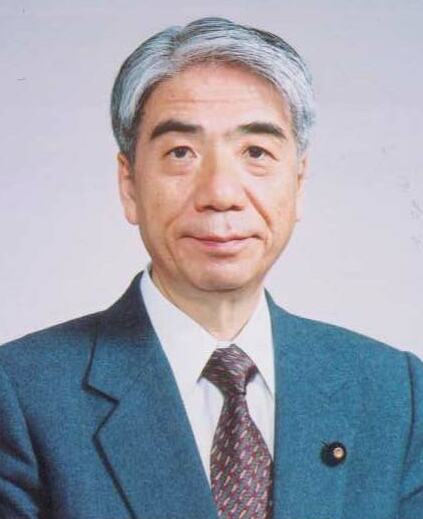
Hidehisa Otsuji

Hidehisa Otsuji (japanisch 尾辻 秀久 Otsuji Hidehisa; * 2. Oktober 1940 in Kagoshima) ist ein japanischer Politiker (LDP, bis zur Auflösung Motegi-Faktion), Senator für Kagoshima, ehemaliger Vize- und von 2022 bis 2024 Präsident des Senats sowie ehemaliger Sozial- und Arbeitsminister.
Otsuji, der Sohn eines kaiserlichen Marineoffiziers auf dem 1943 nahe der Salomonen gesunkenen Zerstörers Yūgiri, besuchte die mit der Wiederbewaffnung eingerichtete Verteidigungsakademie (bōei daigakkō). Er brach das Studium ab, nachdem auch seine Mutter gestorben war, um seiner Schwester Nori (später Abgeordnete im Präfekturparlament Kagoshima) ein Studium zu ermöglichen. Ein später 1964 begonnenes Studium an der Universität Tokio nahm er nach einer mehrjährigen Weltreise 1966 bis 1971 nicht wieder auf.
In die aktive Politik trat Otsuji 1979 ein, als er für die erste von zwei Wahlperioden ins Präfekturparlament gewählt wurde. Bei der Repräsentantenhauswahl 1986 versuchte er den Wechsel in die Nationalpolitik: Im damaligen SNTV-Viermandatswahlkreis Kagoshima 1 kandidierte er ohne Parteinominierung, landete aber nur auf dem sechsten Platz hinter fünf Kandidaten von LDP und SPJ. Bei der Senatswahl 1989 trat er für die LDP im Verhältniswahlwahlkreis an und war auf Listenplatz 9 trotz nur 15 Sitzen für die LDP relativ sicher gewählt. 1995 auf Platz 6 wiedergewählt, erhielt er bei den Wahlen 2001 und 2007 nach der Einführung der Vorzugsstimmen bei der Verhältniswahl landesweit jeweils über 200.000 Stimmen und erreichte damit jeweils den siebten Platz auf der LDP-Liste. Als sich Yoshito Kajiya zur Wahl 2013 aus der Politik zurückzog, übernahm Otsuji die LDP-Mehrheitswahlkandidatur im heimatlichen Kagoshima und gewann gegen zersplitterte Opposition souverän mit absoluter Mehrheit. 2019 erhielt er gegen Chihiro Gōhara als Einheitskandidat der Opposition und den unabhängig kandidierenden ehemaligen Bürgermeister von Kirishima Shūji Maeda nur rund 47 % der Stimmen, war aber mit immer noch deutlichem Vorsprung von knapp 80.000 Stimmen auf Gōhara wiedergewählt.
Im Senat war Otsuji 1998 bis 1999 Vorsitzender des damaligen „Volkssozialausschusses“ (kokumin-fukushi-iinkai), von 2006 bis 2007 Vorsitzender des Haushaltsausschusses. Im umgebildeten zweiten und im dritten Kabinett Koizumi war er von 2004 bis 2005 Sozial- und Arbeitsminister. Nach der Wahlniederlage 2007, als die LDP erstmals seit der Gründung nicht mehr stärkste Partei im Senat war, übernahm Otsuji den Vorsitz der Generalversammlung der LDP-Senatoren (Sangiin giin-sōkai; bedeutender als und nahezu, aber nicht ganz identisch mit der Fraktion im engeren Sinne). Nach der Wahl 2010 wurde Otsuji zum Vizepräsidenten des Senats gewählt, trat aber schon vor Ende der Wahlperiode 2012 zurück, um bis 2015 den Vorsitz der Nippon Izokukai, des japanischen Verbandes der Kriegshinterbliebenen, von Makoto Koga (ebenfalls LDP-Politiker) zu übernehmen.
Nach der Senatswahl 2022 wurde er als Nachfolger von Akiko Santō zum Präsidenten gewählt. In seine Amtszeit als Präsident fiel der Ausschluss von Yoshikazu Higashitani (als YouTuber GaaSyy), dem ersten Ausschluss eines Abgeordneten einer Kammer des Nationalparlaments seit 1951. Im Oktober 2024 kündigte Otsuji aus gesundheitlichen Gründen seinen Rückzug vom Präsidium an. In der nächsten, 215. Nationalparlamentssitzung wurde am 11. November 2024 Masakazu Sekiguchi zu seinem Nachfolger gewählt.